# Anisodes illinaria
Anisodes illinaria är en fjärilsart som beskrevs av Achille Guenée 1858. Anisodes illinaria ingår i släktet Anisodes och familjen mätare. Inga underarter finns listade i Catalogue of Life.